# Vishal Kaith
Vishal Kaith (Rohru, India, 22 de julio de 1996) es un futbolista de la India que juega en la posición de guardameta. Desde 2022 juega con el Mohun Bagan SG de la Superliga de India.

## Carrera

### Club
| Periodo   | Club                    | Apariciones | Goles |
| --------- | ----------------------- | ----------- | ----- |
| 2014-2015 | Shillong Lajong B       | 20          | 0     |
| 2014–2017 | Shillong Lajong         | 34          | 0     |
| 2016      | → FC Pune City (cedido) | 0           | 0     |
| 2017–2019 | FC Pune City            | 21          | 0     |
| 2019–2022 | Chennaiyin FC           | 49          | 0     |
| 2022-     | Mohun Bagan SG          | 34          | 0     |

### Selección nacional
Kaith debutó con India sub-19 el 4 de octubre de 2013 ante Catar sub-19 en la eliminatoria al Campeonato sub-19 de la AFC 2014. Kaith tuvo su primer valla invicta con India sub-19 ante Nepal sub-19 en la victoria por 1–0. En julio de 2017 Kaith jugó para India sub-23 en la eliminatoria para el Campeonato Sub-23 de la AFC 2018 que se jugó en Catar.
Kaith fue convocado por India para el partido por la clasificación para la Copa Asiática 2019 ante Kirguistán el 13 de junio de 2017. Después de haber sido convocado como suplente en varias ocasiones, fue el titular en el Campeonato de la SAFF 2018 por el entrenador Stephen Constantine que decidió alinear a un equipo joven. Jugó todos los partidos de campeonato. Le anotaron por primera vez en la victoria por 3–1 ante Pakistán en las semifinales del torneo. India perdería la final ante Maldivas por 1-2. Fue convocado para la Copa Asiática 2019 pero no jugó.

## Logros

### Club
- Shillong Premier League: 2014,[6] 2015[7]
- Durand Cup: 2023[8]
- Indian Super League: 2022–23[9]

### Selección nacional
- Intercontinental Cup: 2018[10]
- SAFF Championship: 2021[11]

### Individual
- Guante de oro en la Indian Super League: 2022–23[12]
- Premio Shibdas Bhaduri (Mejor jugador del Mohun Bagan): 2023[13]
- Guante de oro de la Durand Cup: 2023[14]